# 이용휴
이용휴(李用休, 1708년 ∼ 1782년)는 조선 후기의 문인이다. 본관은 여주(驪州), 자는 경명(景命), 호는 혜환재(惠寰齋). 남인 실학자 이익의 조카요, 이가환의 아버지이다.
일찍이 진사시에 합격하고 음보(蔭補)로 첨지중추부사(僉知中樞府使)가 되었다. 글로 이름이 높아 영·정조시대를 통해 문단에서 박지원과 함께 대표적 인물이었다. 가학인 실학을 계승하였으며, 그의 시는 사실적인 경향을 지녔다.
특히 하층민 입장에서 그들에 관한 전(傳)을 썼다. 한문소설 〈해서개자〉(海西丐者)에서 거지와 묻고 답하는 내용을 통해 그 거지가 순진하고 거짓 없는 마음씨를 가졌다고 했으며, 거친 들판, 옛 산협에 숨은 선비나 농촌에서 일하는 이들 가운데에 참된 사람이 있을 것이라고 했다. 이렇듯 전통정인 전 양식과 다른, 하층민에 대한 관심을 드러낸 작품을 남겼다.

## 가족 관계
- 조부 : 이명진(李明鎭) / 친조부 : 이하진(李夏鎭) = 이침과 이익의 친부
  - 아버지 : 이침(李沈) = 이명진의 양자로 입양됨 = 성호 이익의 친형
    - 부인 : 진주유씨, 유헌장(柳憲章)의 딸
      - 아들 : 이가환(李家煥)
      - 사위 : 허만(許晚)
      - 사위 : 이동욱(李東郁), 본관 평창(平昌)
        - 외손자 : 이승훈(李承薰, 1756년 ~ 1801년), 한국 최초의 천주교 세례자

      - 사위 : 신희연(申熹淵)
      - 사위 : 이응훈(李應薰)
      - 사위 : 강순흠(姜舜欽)

## 저서
- 《탄만집》
- 《혜환시초》(惠寰詩抄)
- 《혜환잡저》(惠寰雜著)

```
 나를 찾아가는 길 (혜환 이용휴 산문선)
 박동욱 역 | 돌베개 | 2014년 9월 15일 
 혜환 이용휴의 저서 『혜환잡저』에서 그의 대표적인 글 47편을 뽑아서 번역하고 평설을 단 것.
```